# 塞尔茨
塞尔茨（法語：Seltz，法語發音：[sɛlts]）是法国下莱茵省的一个市镇，位于该省东北部，属于阿格诺-维桑堡区。

## 地理
塞尔茨（48°53'39"N, 8°6'25"E）面积21 平方千米，位于法国大東部大區下莱茵省，该省份为法国大陆部分最东部的省份，是阿尔萨斯的一部分，今与上莱茵省组成了阿尔萨斯欧洲集体，其南至上莱茵省，西南接孚日省和默尔特-摩泽尔省，西接摩泽尔省，北与德国接壤。
与塞尔茨接壤的市镇（或旧市镇、城区）包括：拜奈姆、克塞尔多尔、明绍森、涅代尔罗埃代尔恩、塞尔茨附近沙富斯、温岑巴赫。
塞尔茨的时区为UTC+01:00、UTC+02:00（夏令时）。

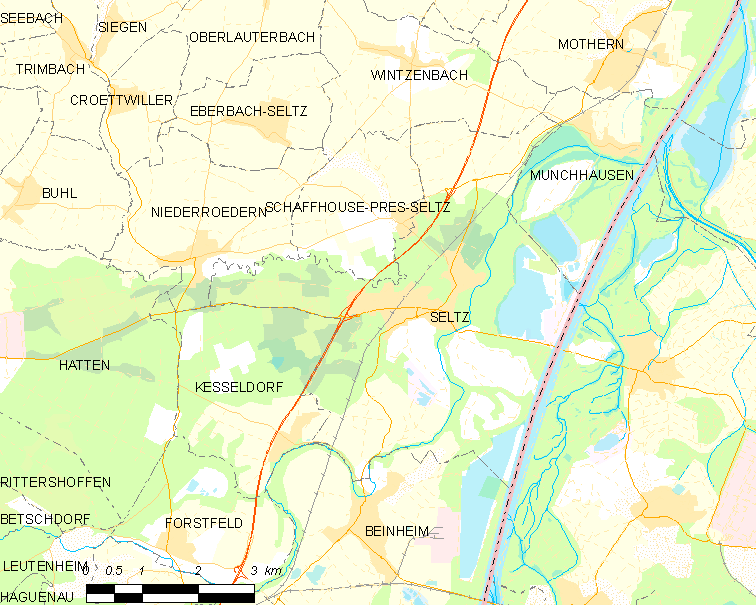
塞尔茨的OSM定位图

## 行政
塞尔茨的邮政编码为67470，INSEE市镇编码为67463。

## 政治
塞尔茨所属的省级选区为维桑堡县。

## 交通
法国国家A35号高速公路经过塞尔茨并设有57号（Seltz）和58号（Schaffhouse）两个出入口。下莱茵省省道D28线、D52线、D248线和D468线在塞尔茨交汇
塞尔茨站开行前往斯特拉斯堡的列车。

## 人口

1962-2008年间塞尔茨人口变化图示

塞尔茨于2022年1月1日时的人口数量为3168人。